# 谢迪尼
谢迪尼（法語：Chédigny，法語發音：[ʃediɲi]）是法国安德尔-卢瓦尔省的一个市镇，位于该省东南部，属于洛什区。

## 地理
谢迪尼（47°12'36"N, 0°59'58"E）面积23.17 平方千米，位于法国中央-卢瓦尔河谷大区安德尔-卢瓦尔省，该省份为法国中西部省份，北起萨尔特省、东北接卢瓦-谢尔省，东南接安德尔省，南至维埃纳省，西临曼恩-卢瓦尔省。
与谢迪尼接壤的市镇（或旧市镇、城区）包括：叙布莱讷、安德尔河畔阿宰、安德尔河畔尚堡、锡戈涅、安德尔河畔雷尼亚克、安德鲁瓦河畔圣康坦。

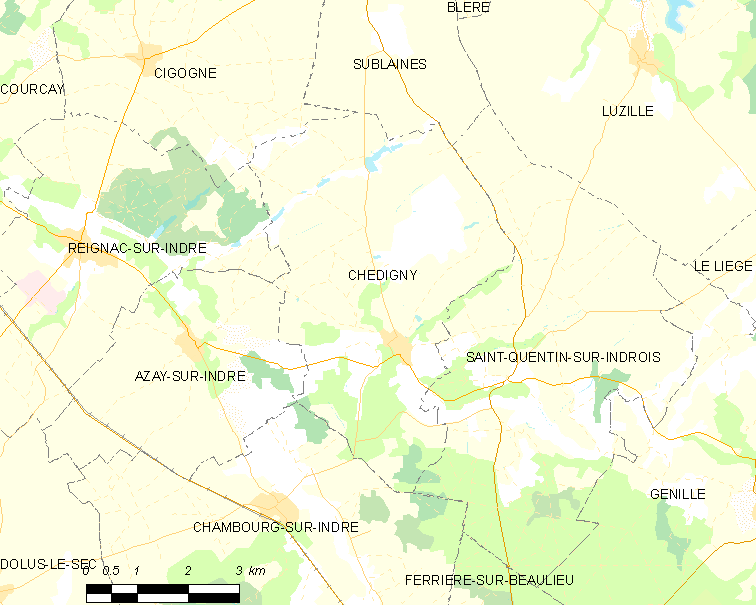
谢迪尼的OSM定位图

谢迪尼的时区为UTC+01:00、UTC+02:00（夏令时）。

## 行政
谢迪尼的邮政编码为37310，INSEE市镇编码为37066。

## 政治
谢迪尼所属的省级选区为洛什县。

## 人口

1962-2008年间谢迪尼人口变化图示

谢迪尼于2022年1月1日时的人口数量为560人。